# District Council of Le Hunte
District Council of Le Hunte is een Local Government Area (LGA) in de Australische deelstaat Zuid-Australië.